# Mystroceridius
Mystroceridius is een geslacht van kevers uit de familie van de loopkevers (Carabidae). De wetenschappelijke naam van het geslacht is voor het eerst geldig gepubliceerd in 1972 door Reichardt.

## Soorten
Het geslacht Mystroceridius omvat de volgende soorten:
- Mystroceridius basilewskyi Reichardt, 1972
- Mystroceridius wittmeri Franz, 1978